# HEY2
La proteína 2 con motivo YRPW asociada a HES (HEY2) es una proteína codificada en humanos por el gen HEY2.
Este gen codifica un miembro de la familia HESR (hairy and enhancer of split-related) que se incluye dentro de la familia de factores de transcripción con dominios hélice-bucle-hélice básicos. La proteína HEY2 forma homo- o heterodímeros localizados en el núcleo celular, que interaccionan con el complejo histona deacetilasa para reprimir la transcripción. La expresión de este gen es inducida por la ruta de transducción de señales Notch. En el ratón se ha observado que se precisan dos genes similares y redundantes para un correcto desarrollo embrionario a nivel cardiovascular, estando también implicados en neurogénesis y somitogénesis. Se han descrito diversas variantes transcripcionales de este gen, pero no se ha podido determinar su papel biológico.

## Interacciones
La proteína HEY2 ha demostrado ser capaz de interaccionar con:
- Sirtuína 1[3]
- NCOR1[4]